# Chlooracetofenon
Chlooracetofenon of CN-gas is een organische verbinding met als brutoformule C8H7ClO. De zuivere stof komt voor als een kleurloze tot grijze vaste stof, die slecht oplosbaar is in water. De schadelijke effecten die de stof op ogen, huid en het ademhalingsstelsel heeft, maken dit een uitermate geschikt middel voor gebruik in traangasgranaten voor bijvoorbeeld het bestrijden van rellen. Chlooracetofenon is de actieve stof in foelie (het vlezige omhulsel van de muskaatnoot).

## Geschiedenis
Traangasachtige stoffen werden al in de 5e eeuw v.Chr. gebruikt door de Spartanen. Zij gebruikten een combinatie van brandende was en sulfiden. In de Eerste Wereldoorlog werd voor het eerst gebruikgemaakt van chemische wapens. Deze chemische stoffen werden toegepast om een tegenstander tijdelijk uit te schakelen. De ontdekking van chlooracetofenon stamt uit 1869, toen de Duitse onderzoeker Carl Graebe de stof voor het eerst beschreef. Chlooracetofenon werd voor het eerst gebruikt in 1877, maar nog niet voor grote doelen. Dit gebeurde pas in 1920 in Frankrijk, waar chlooracetofenon gebruikt werd om opstanden te stoppen. Vanaf toen zijn meerdere landen de stof gaan gebruiken.
Gedurende vele jaren was chlooracetofenon het meest gebruikte reagens door het leger, maar wegens de instabiliteit van de stof zijn militaire onderzoekers verder gaan zoeken naar alternatieven, zoals CS-gas, dat gebruikt wordt in peppersprays. CS-gas is echter minder toxisch en veroorzaakt minder langdurige effecten dan chlooracetofenon. Doordat het een vaste stof is dient het verspreid te worden in de vorm van een aerosol (een oplossing van chlooracetofenon die in de lucht verstoven wordt). Pepperspray en traangas vallen in Nederland en België onder de verboden wapens, en mogen dus niet worden gebruikt door particulieren.
De tweeletterige code van chlooracetofenon (CN) en andere traangassen is ingevoerd door de NAVO. Chlooracetofenon was een van de primaire stoffen bekend na de Eerste Wereldoorlog die inwerken op - en klachten veroorzaken aan - de luchtwegen. Het wordt al sinds 1920 gebruikt als een persoonlijk verdedigingsmiddel. Corson en Stoughton ontwikkelde in 1928 CS-gas, wat een tienmaal krachtiger traanverwekkend effect heeft dan chlooracetofenon, maar een stuk minder toxisch is. Rond 1959 werd chlooracetofenon vervangen door CS-gas als een primair middel van overheden om agressieve mensenmassa's onder controle te houden. Tijdens de Vietnamoorlog zouden de Amerikanen chlooracetofenon en CS-gas ingezet hebben ter ondersteuning van de militaire operaties in Zuid-Vietnam.

## Synthese
Chlooracetofenon wordt gesynthetiseerd door middel van de Friedel-Craftsacylering tussen benzeen en chlooracetylchloride. De reactie wordt gekatalyseerd door aluminiumchloride.
Een alternatieve syntheseroute betreft de ketonhalogenering van acetofenon met dichloor en een katalytische hoeveelheid waterstofchloride.

## Toepassingen
Chlooracetofenon is een krachtig middel om agressieve mensenmassa's in bedwang te houden. Het werd in 1965 in de vorm van een spray op de markt gebracht door de General Ordinance and Equipment Company als een verdedigingsmiddel, onder de merknaam Mace. De term Mace wordt tegenwoordig al snel incorrect gebruikt voor alle verdedigingssprays (traangassen) terwijl dit eigenlijk alleen chlooracetofenon betreft.
Chlooracetofenon wordt tegenwoordig minder frequent gebruikt omdat het zeer schadelijk is; er wordt dan gekozen voor CS-gas.

## Werkingsmechanisme
Het toxicologisch werkingsmechanisme van chlooracetofenon is voornamelijk te verklaren door het alkylerend karakter van de stof. Het aanwezige chlooratoom dient daarbij als leaving group. Door deze alkylering zouden hydroxyl- en thiolbevattende enzymen kunnen worden geïnhibiteerd.
Het is bekend dat chlooracetofenon cholinesterases remt, alsook enzymen die betrokken zijn bij de synthese van fosfolipiden. Verder treedt ook verstoring van het glucosemetabolisme op.
Rutledge en Deitrich ontdekten in 1971 dat de activiteit van het enzym aldehydedehydrogenase geremd wordt door chlooracetofenon, omdat zij een verandering waarnamen in het noradrenalinemetabolisme in de hersenen van konijnen. De pijn en irritatie die daarbij optreden worden veroorzaakt door het vrijgekomen chloride-ion.

## Toxicologie en veiligheid

### Inhalatie
Inademing van chlooracetofenon heeft een brandend gevoel in de longen tot gevolg. De getroffen persoon kan hierdoor moeilijk ademen, moet hoesten, en wordt misselijk. Als een persoon bewusteloos is geraakt moet hij kunstmatig beademd worden en dient een dokter te worden gewaarschuwd. Voorkomen van inhalatie kan door lokale afzuiging of door bescherming met een mondkapje.

### Dermaal contact
Wanneer chlooracetofenon in contact komt met de huid, treden roodheid en pijnlijke irritatie op. Huidcontact kan vermeden worden door aangepaste kledij en handschoenen te dragen.
De permeabiliteit van de huid wordt in het geval van chlooracetofenon veroorzaakt doordat de stof een gehalogeneerde koolwaterstof is.

### Oogcontact
Contact met de ogen kan aanleiding geven tot roodheid, pijn, troebel zicht en soms zelfs permanent (partieel) verlies van het zicht. Chlooracetofenon is een lacrimator, hetgeen betekent dat het de ogen doet tranen.
Het dragen van gezichtsbescherming, zoals een veiligheidsbril, kan oogcontact voorkomen.

### Chronische effecten op de gezondheid
Bij de mens zijn geen chronische effecten van chlooracetofenon gevonden. Onderzoeken hebben aangetoond dat chronisch blootgestelde ratten vaker een afwijking in het neusslijmvlies vertoonden. Bij vrouwtjesratten is een marginale toename van fibroadenomen in het borstweefsel vastgesteld na chronische blootstelling.

## Toxicologische studies

### Toxicologische studie bij de rat
Bij onderzoeken met ratten werd de LD50-waarde bepaald op 127 mg per kilogram lichaamsgewicht via een orale toediening. Bij een intraperitoneale toediening ligt de LD50 op 36 mg/kg en bij een intraveneuze toediening op 41 mg/kg. Bij een meer voor de hand liggende blootstelling aan chlooracetofenon via inhalatie is een LCt50-waarde bekend variërend van 3,7 mg·min/m³ tot 8,75 mg·min/m³ (250 tot 750 mg/m³ voor 15-60 minuten), afhankelijk van het onderzoek.
De sterfte van de dieren was te wijten aan verstikking na longschade door inwendige bloedingen en de accumulatie van bloed in de longen, en longoedeem. Andere effecten waren lacrimatie, vermoeidheid, abnormale hoeveelheid speekselvorming en een moeizame ademhaling.
Geschat wordt dat bij mensen de LC50 ligt op 8,0 tot 11,0 mg·min/m³ bij inhalatie.

### Ontwikkelingstoxicologie
Bij onderzoeken waarin het effect van chlooracetofenon tijdens de embryonale ontwikkeling is gemeten, is een verhoogde kans waargenomen op het ontwikkelen van afwijkingen in het zenuwstelsel, evenals het niet volledig ontwikkelen van de hersenen. Hierbij werden kippenembryo's gedurende 15 tot 120 minuten blootgesteld aan 0,5 tot 3,0 mM chlooracetofenon. Er zijn geen onderzoeken bekend naar het effect van chlooracetofenon op de ontwikkeling van de mens en andere zoogdieren.

### Mutageniteit
Chlooracetofenon is niet-mutageen bevonden na onderzoeken naar Salmonella typhimurium-stammen TA98, TA100, TA1535 en TA1537. In CHO-cellen veroorzaakte chlooracetofenon geen uitwisseling van genetisch materiaal tussen twee zusterchromatiden.

### Carcinogeniteit
Chlooracetofenon is niet carcinogeen bevonden na de dermale toediening van 0,003 M (0,05%) chlooracetofenon, tweemaal daags gedurende een periode van vijf maanden.
Gwynn en Salaman rapporteerden in 1953 dat chlooracetofenon wel co-carcinogeen was bevonden omdat het de kans op papillomen in de huid verhoogde na chronische dermale toediening van chlooracetofenon aan muizen, die vooraf dermaal blootgesteld waren aan 0,3 mL van 0,15% 9,10-dimethyl-1,2-benzantraceen (DMBA).

## Opslag en transport
Chlooracetofenon dient opgeslagen te worden in een droge ruimte met voldoende afzuiging. Chlooracetofenon mag niet samen met etenswaren vervoerd of opgeslagen worden. De stof kan gemakkelijk opgeveegd worden en dient afgevoerd te worden in een afsluitbare container.